# Freestyleskiën op de Olympische Winterspelen 1992
Freestyleskiën is een van de sporten die beoefend werden tijdens de Olympische Winterspelen 1992 in Albertville, Frankrijk.
Het ging hierbij om twee medaille onderdelen; moguls zowel voor dames als voor heren. Verder stonden de onderdelen aerials en ballet als demonstratie onderdeel op het programma, hier werden geen medailles toegekend.

## Heren

### Moguls
| rang   | sporter(s)        | land | punten |
| ------ | ----------------- | ---- | ------ |
| Goud   | Edgar Grospiron   | FRA  | 25.81  |
| Zilver | Olivier Allamand  | FRA  | 24.87  |
| Brons  | Nelson Carmichael | USA  | 24.82  |
| 4      | Eric Berthon      | FRA  | 24.79  |
| 5      | John Smart        | CAN  | 24.15  |
| 6      | Jörgen Pääjärvi   | SWE  | 24.14  |
| 7      | Jean-Luc Brassard | CAN  | 23.71  |
| 8      | Leif Persson      | SWE  | 22.99  |

### Aerials (demonstratie onderdeel)
| rang | sporter(s)         | land | punten |
| ---- | ------------------ | ---- | ------ |
| 1    | Philippe LaRoche   | CAN  | 237.47 |
| 2    | Nicolas Fontaine   | CAN  | 228.88 |
| 3    | Didier Méda        | FRA  | 219.44 |
| 4    | Jean-Marc Bacquin  | FRA  | 206.71 |
| 5    | Kris Feddersen     | FRA  | 201.74 |
| 6    | Hugo Bonatti       | AUT  | 198.15 |
| 7    | Trace Worthington  | USA  | 192.16 |
| 8    | Alexander Stoegner | AUT  | 187.67 |
|      |                    |      |        |
| 12   | Michiel de Ruiter  | NED  | 169.69 |

### Ballet (demonstratie onderdeel)
| rang | sporter(s)          | land | punten |
| ---- | ------------------- | ---- | ------ |
| 1    | Fabrice Becker      | FRA  | 28.15  |
| 2    | Rune Kristiansen    | NOR  | 28.00  |
| 3    | Lane Spina          | USA  | 27.40  |
| 4    | Richard Peirce      | CAN  | 27.30  |
| 5    | Heini Baumgartner   | SUI  | 25.85  |
| 6    | Armin Weiß          | GER  | 25.65  |
| 7    | Roberto Franco      | ITA  | 25.50  |
| 8    | Jeffrey Wintersteen | USA  | 24.80  |
|      |                     |      |        |
| 17   | Johan Zwaal         | NED  | 17.30  |

## Dames

### Moguls
| rang   | sporter(s)              | land | punten |
| ------ | ----------------------- | ---- | ------ |
| Goud   | Donna Weinbrecht        | USA  | 23.69  |
| Zilver | Jelizaveta Kozjevnikova | EUN  | 23.50  |
| Brons  | Stine Lise Hattestad    | NOR  | 23.04  |
| 4      | Tatjana Mittermayer     | GER  | 22.33  |
| 5      | Birgit Stein            | GER  | 21.44  |
| 6      | Elizabeth McIntyre      | USA  | 21.24  |
| 7      | Silvia Marciandi        | ITA  | 19.66  |
| 8      | Raphaëlle Monod         | FRA  | 15.57  |

### Aerials (demonstratie onderdeel)
| rang | sporter(s)        | land | punten |
| ---- | ----------------- | ---- | ------ |
| 1    | Colette Brand     | SUI  | 157.51 |
| 2    | Marie Lindgren    | SWE  | 155.10 |
| 3    | Elfie Simchen     | GER  | 153.94 |
| 4    | Jilly Curry       | GBR  | 151.13 |
| 5    | Lina Tsjerjazova  | EUN  | 150.01 |
| 6    | Hilde Synnøve Lid | NOR  | 144.65 |
| 7    | Kirstie Marshall  | AUS  | 139.55 |
| 8    | Maja Schmid       | SUI  | 129.47 |

### Ballet (demonstratie onderdeel)
| rang | sporter(s)       | land | punten |
| ---- | ---------------- | ---- | ------ |
| 1    | Conny Kissling   | SUI  | 25.30  |
| 2    | Cathy Féchoz     | FRA  | 25.20  |
| 3    | Sharon Petzold   | USA  | 24.10  |
| 4    | Julia Snell      | GBR  | 22.85  |
| 5    | Annika Johansson | NED  | 22.80  |
| 6    | Ellen Breen      | USA  | 22.30  |
| 7    | Maja Schmid      | USA  | 21.60  |
| 8    | Raquel Gutierrez | ESP  | 21.50  |
|      |                  |      |        |
| 10   | Jeannette Witte  | NED  | 20.95  |

## Medaillespiegel
| rang | land             | goud | zilver | brons | totaal |
| ---- | ---------------- | ---- | ------ | ----- | ------ |
| 1    | Frankrijk        | 1    | 1      | 0     | 2      |
| 2    | Verenigde Staten | 1    | 0      | 1     | 2      |
| 3    | Gezamenlijk team | 0    | 1      | 0     | 1      |
| 4    | Noorwegen        | 0    | 0      | 1     | 1      |
|      |                  | 2    | 2      | 2     | 6      |

Calgary 1988 · 
Albertville 1992 · 
Lillehammer 1994 · 
Nagano 1998 · 
Salt Lake City 2002 · 
Turijn 2006 · 
Vancouver 2010 · 
Sotsji 2014 · 
Pyeongchang 2018 · 
Peking 2022 
Lijst van olympische medaillewinnaars
Alpineskiën · Biatlon · Bobsleeën · Curling (demonstratie) · Freestyleskiën · Kunstrijden · Langlaufen · Noordse combinatie · Rodelen · Schaatsen · Schansspringen · Shorttrack · Speedskiën (demonstratie) · IJshockey